# Temple Street Productions
Temple Street Productions es una productora canadiense de televisión, cine y medios digitales con sede en Toronto , Ontario , Canadá, propiedad de Boat Rocker Studios, una división de Boat Rocker Media.
Los proyectos pasados y presentes de Temple Street incluyen Orphan Black, The Next Step , Being Erica , Wingin' It, Billable Hours , Querer as Folk , Darcy's Wild Life, Canada's Next Top Model , How Do You Resolve a Problem Like Maria?, Style Her Famous , Spoild Rotten, Mr. Friday, Recipe to Riches , Cover Me Canada, Over the Rainbow , Gavin Crawford's Wild West , Blueprint for Disaster y  Killjoys.

## Historia
Temple Street Productions fue fundada en 1996 por Patrick Whitley y Sheila Hockin. La era de Whitley y Hockin vio la producción de la coproducción de Showtime Queer as Folk y la comedia infantil Darcy's Wild Life , así como las primeras temporadas de Canada's Next Top Model y Billable Hours.
En 2003, los abogados de entretenimiento Ivan Schneeberg y David Fortier dejaron el bufete de abogados de Toronto Goodmans LLP para ingresar al negocio de producción de televisión. A pesar de su falta de experiencia práctica en televisión, encontraron empleo en Temple Street, un ex cliente de Goodmans, y usaron su experiencia legal para producir la comedia de situación de la oficina de abogados Billable Hours , escrita por otro ex abogado de Goodmans, Adam Till.
En 2006, Whitley y Hockin vendieron la compañía a Schneeberg y Fortier, quienes para entonces habían sido copresidentes del brazo de producción dramática, Temple Street Entertainment, durante tres años.
Whitley se retiró de la producción, mientras que Hockin se convirtió en productor independiente y continuó trabajando con Temple Street en una capacidad limitada. En el último año de Whitley y Hockin, la compañía generó $ 32 millones de la producción, lo que la convirtió en la decimotercera productora canadiense independiente más rentable, según la revista especializada Playback.
Schneeberg y Fortier ahora actúan como productores ejecutivos de la mayoría de los proyectos de Temple Street. Se les une en la supervisión de las operaciones diarias de la empresa el director gerente John Young, quien ha sido fundamental en el movimiento de la empresa para aumentar la producción de medios digitales y contenido de marca.
A fines de 2008, BBC Worldwide adquirió una participación minoritaria del 25 por ciento en Temple Street. Este acuerdo le dio a Temple Street la opción de primera vista para producir productos de BBC Worldwide y medios con licencia en Canadá, al mismo tiempo que brinda a BBC Worldwide una opción de primera vista para la distribución internacional de todas las producciones de Temple Street.
En ese momento, Matt Forde, vicepresidente ejecutivo de coproducciones, ventas de televisión y distribución digital de Norteamérica en BBC Worldwide, se unió a Schneeberg, Fortier y Young en la junta directiva de Temple Street.
En 2013, la compañía abrió una oficina de producción en Los Ángeles , bajo la dirección del vicepresidente de entretenimiento fáctico, Gerry McKean.
La división Temple Street Ventures estableció su unidad de estudio digital, Boat Rocker Studios, en junio de 2013 y las instalaciones de producción se abrieron en el primer trimestre de 2014. Rocker Studios ayudó a los productores de YouTube.
En julio de 2015, la empresa recibió una importante inversión en efectivo de Fairfax Financial Holdings Ltd.
Esto llevó a principios de 2016 a la reorganización de Temple Street, de modo que Temple Street se convirtió en una división de Boat Rocker Studios, que es una unidad de Boat Rocker Media. Temple Street solo manejaría producciones de televisión.

## Proyectos actuales
Temple Street se ha ganado la reputación de producir versiones canadienses de los formatos de telerrealidad estadounidense, incluido el Next Top Model de Canadá y la próxima versión canadiense del programa de compras para novias Say Yes to the Dress.
Sus proyectos actuales más exitosos son el drama de danza preadolescente The Next Step y el drama de ciencia ficción Orphan Black. The Next Step es el programa de mayor audiencia en Family Channel, y Temple Street se ha asociado con BWI, Brands With Influence, para obtener la licencia del programa en el Reino Unido
Temple Street también envió a las estrellas de la serie de gira en 2015 en un espectáculo de 40 espectáculos en 28 ciudades con entradas agotadas, The Next Step Live.
Orphan Black, mientras tanto, es el programa original mejor calificado en el canal Space de Bell Media. Schneeberg y Fortier le dan crédito al programa por "legitimar" su modelo de producción, recuperando la imagen de la televisión canadiense en el extranjero, donde antes se la consideraba barata y carente de atractivo transnacional.
Otros programas actuales incluyen el reality show de competencia de recetas Recipe to Riches, que pronto estrenará su tercera temporada, y Million Dollar Critic, un programa de realidad coproducido por BBC America en el que el crítico de restaurantes del London Times, Giles Coren, viaja y evalúa restaurantes norteamericanos.
La vicepresidenta sénior de Bell, Catherine MacLeod, destacó el atractivo de las asociaciones transnacionales e intranacionales en un comunicado: "Estamos encantados de que las producciones canadienses continúen resonando más allá de nuestras fronteras. Ya tenemos una sólida asociación con Temple Street Productions, y estamos muy interesados en esto,  espero que Syfy se una a nosotros en esta aventura intergaláctica".
Otro proyecto es X Company, protagonizada por Hugh Dillon y Evelyne Brochu de Orphan Black, un drama de CBC basado en una escuela de entrenamiento de espías de la vida real que comenzó en Canadá durante la Segunda Guerra Mundial. El espectáculo canadiense-húngaro es una coproducción con Stillking Films y debutó en 2015. Schneeberg y Fortier han afirmado que sería "un espectáculo emocionante y convincente, lleno de espías, sabotajes, acción, tragedia y triunfo, basado en un mundo increíblemente pieza rica y atractiva de la historia (de la cual se ha dicho poco)".

## Próximos proyectos
En el frente de la realidad, además de Say Yes to the Dress Canada, Temple Street está desarrollando Restaurant Revolution, un programa de competencia de cocina de una hora de duración en el que chefs y sous chefs deben crear cada uno una comida de tres platos, con el ganador determinado por comensales reales. que pagarán lo que crean que vale la comida.

## El Proyecto Remix
En 2009 y 2010, Temple Street fue un socio clave en The Remix Project, un programa social para ofrecer capacitación en producción de cine y televisión a jóvenes aspirantes a cineastas. El resultado final, una serie de 10 cortometrajes , se proyectó en el TIFF Bell Lightbox en 2010 bajo el título City Life Film Project .